# Otworowe kopalnie siarki w Polsce

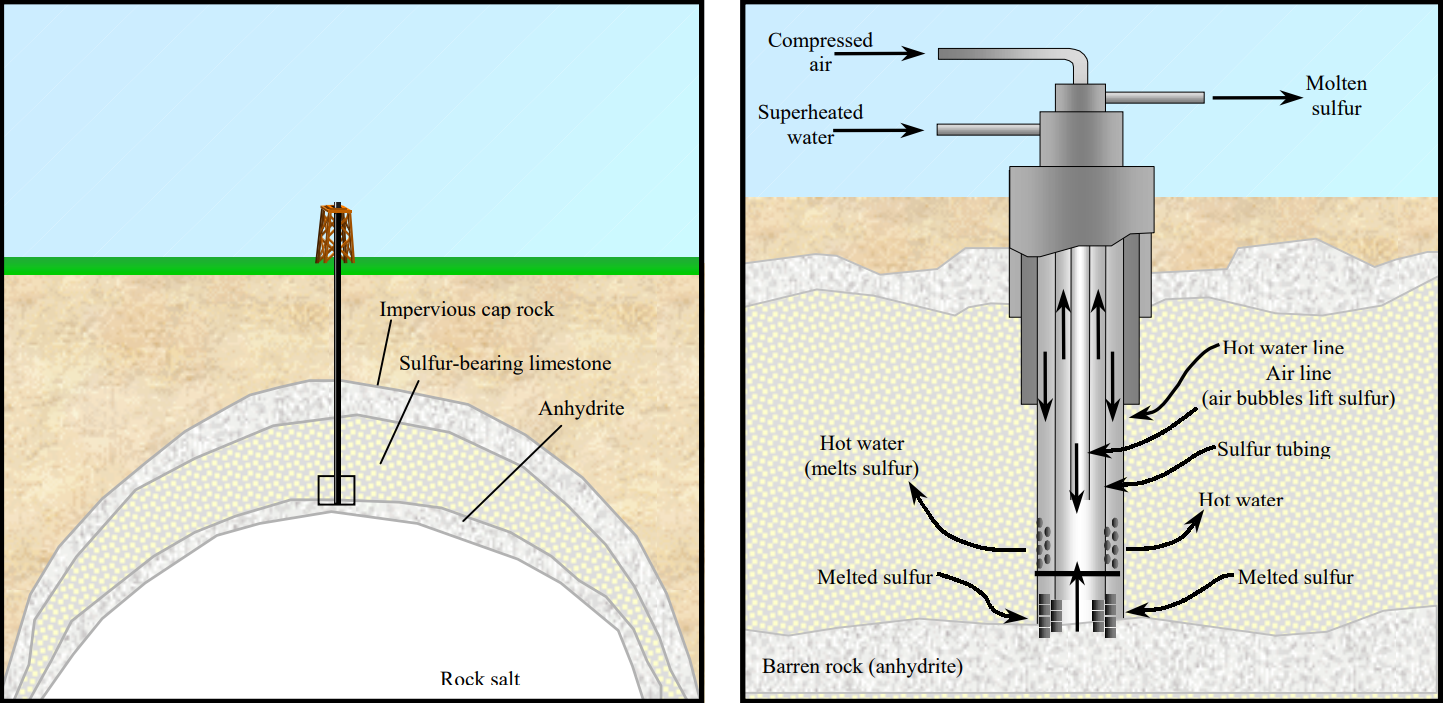
Schemat podziemnego wytopu siarki metodą Frascha

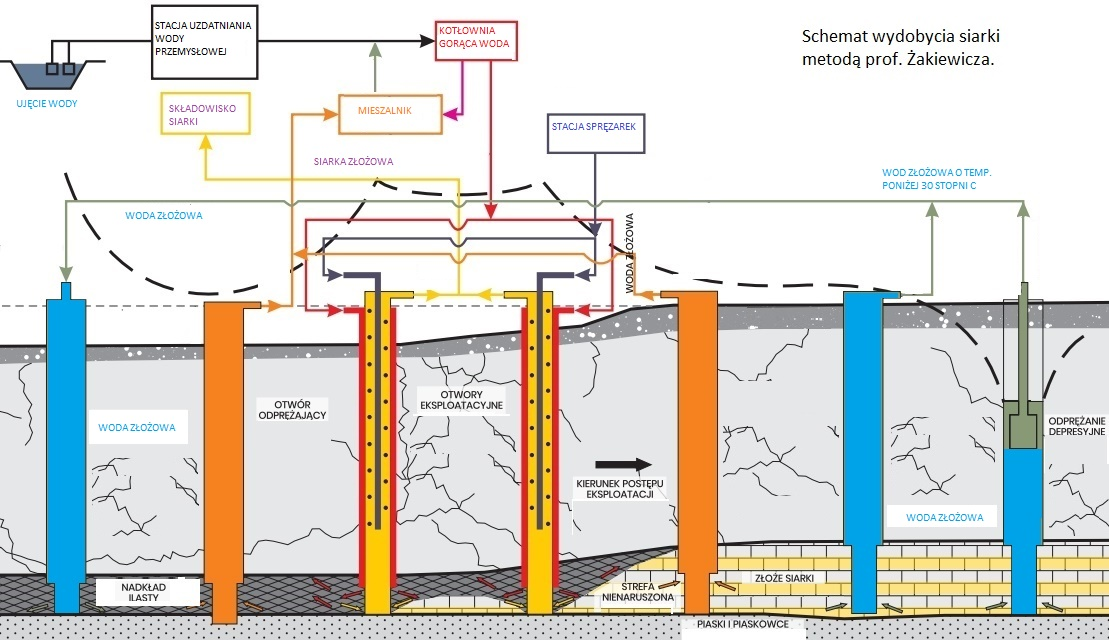
Schemat otworowego wydobycia siarki metodą prof. Żakiewicza

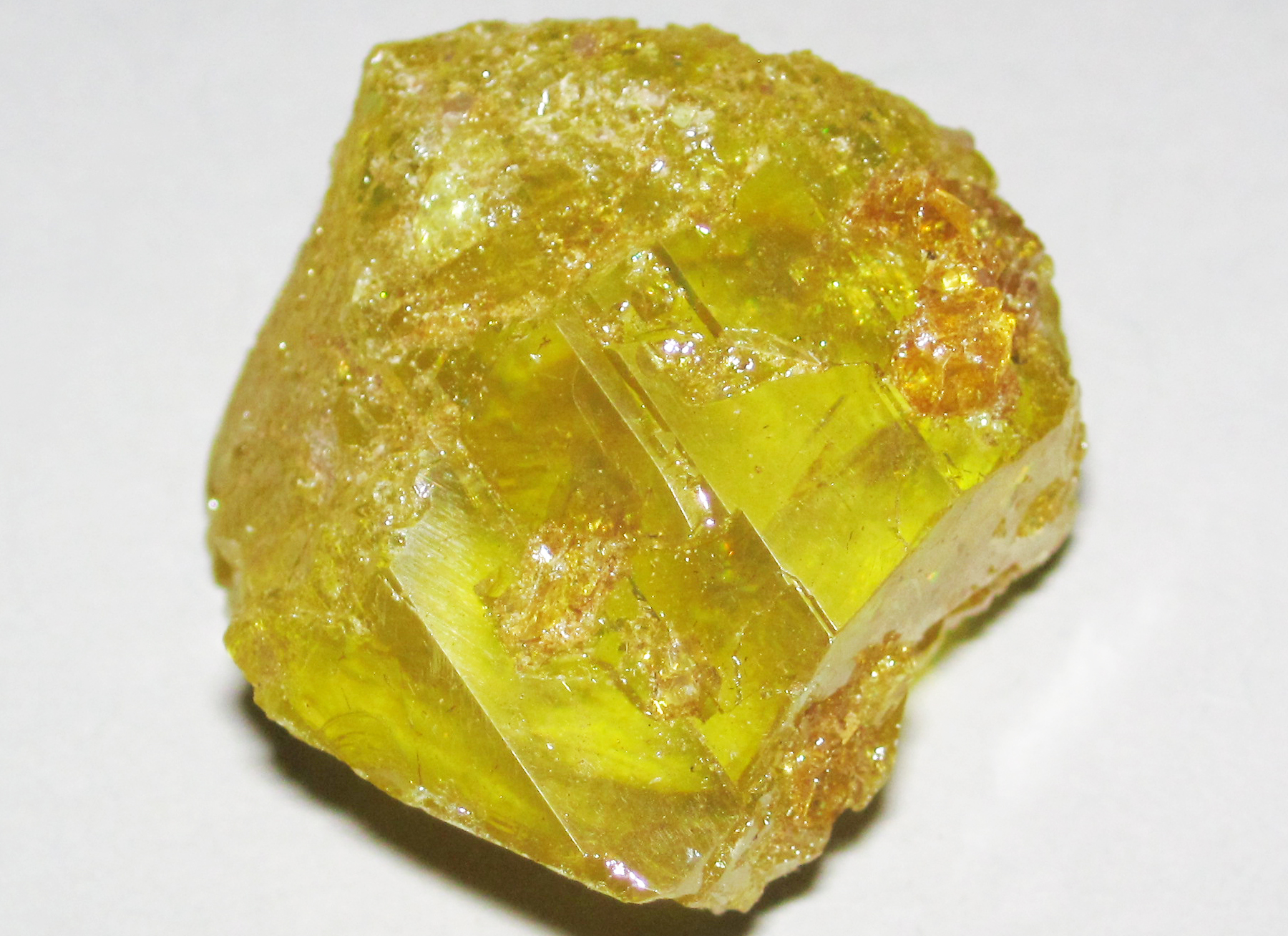
Siarka rodzima.

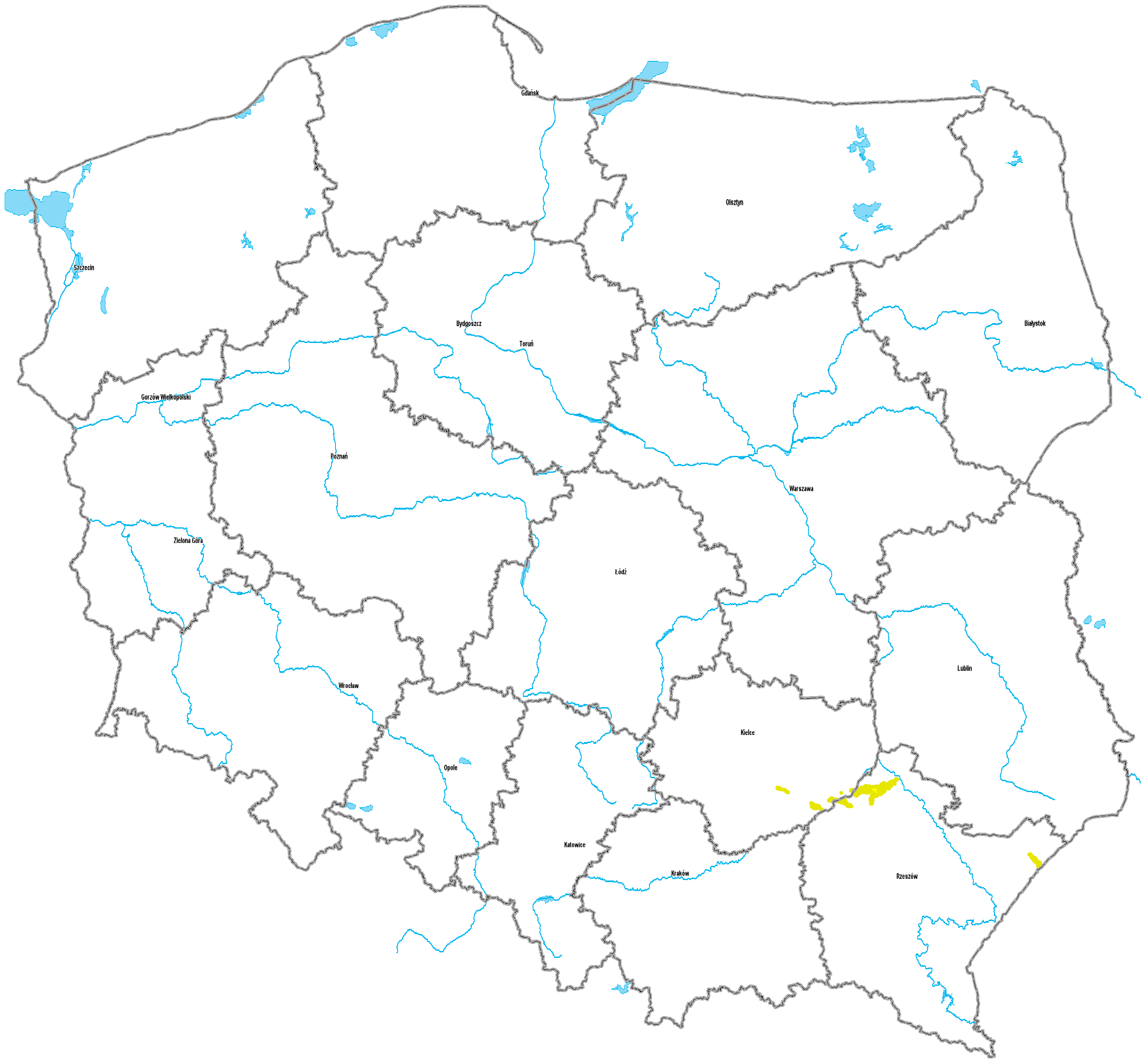
Polskie złoża siarki

Otworowe kopalnie siarki – polskie kopalnie wydobywające siarkę ze złoża, metodą podziemnego wytopu przegrzaną wodą, opracowaną przez prof. Bohdana Żakiewicza.

## Historia
Metoda eksploatacji złóż siarki za pomocą otworów wiertniczych, zwana również metodą Frascha, lub metodą podziemnego wytapiania została opracowana pod koniec XIX w. w Stanach Zjednoczonych. Jej wynalazcą był inżynier chemik Herman Frasch (1851-1914), urodzony w Niemczech. Proces polegał na zatłaczaniu przegrzanej wody technologicznej do złoża za pomocą kolumn wydobywczych. Odkrycie w 1953 przez prof. Stanisława Pawłowskiego z Państwowego Instytutu Geologicznego w Warszawie złóż siarki w okolicach Tarnobrzega położonych na znacznej głębokości, skłoniło polskich naukowców do poszukiwań sposobów związanych z jej wydobyciem metodą podziemnego wytopu.
Pierwsze informacje na temat otworowego górnictwa siarki za pomocą metody Frascha dotarły do Polski po tym, jak w 1955 profesor Stanisław Pawłowski i inż. Franciszek Machalski, w ramach udziału w Kongresie Geologicznym w Meksyku, zwiedzili kopalnię Jaltipan gdzie stosowano tę metodę. Jednym z prekursorów wprowadzenia tej technologii do eksploatacji  polskich złóż siarki był też inżynier górniczy Sroka Włodzimierz, który poznał metodę pracując w kopalniach siarki w Meksyku jako stypendysta ONZ.
W 1960 prof. Bohdan Żakiewicz, opracował podstawy teoretyczne i opatentował – patent nr 48717, technologiczne rozwiązania dostosowujące metodę Frascha do polskich warunków eksploatacji złóż siarki. Rozwiązaniem odróżniającym polską metodę od tradycyjnej, była kontrola przepływu gorącej wody w złożu, realizowana poprzez odbieranie ze złoża zużytej, schłodzonej wody za pomocą otworów zlokalizowanych na przedpolu eksploatowanego złoża. Metoda ta, nazwana przez niego hydrotermodynamiczną, pozwalała na wytapianie siarki w otwartym hydrogeologicznie złożu, bez pozostawiania wody technologicznej pod ziemią. Wprowadził również nowe rozwiązania, które umożliwiały kontrolowanie przepływu gorącej wody zatłaczanej do złoża, kształtowanie strefy wytopu siarki, oraz eksploatację złóż o niewielkiej przepuszczalności wody. Ta metoda znalazła zastosowanie w eksploatacji złóż siarki m.in. w Tarnobrzeskim Zagłębiu Siarkowym, na Ukrainie w Niemirowie i w Miszraku Irak.

## Kopalnia siarki Grzybów
Historia kopalni siarki Grzybów rozpoczęła się w 1958, gdy opracowano dokumentację geologiczną złoża siarki w okolicach Grzybowa. Wówczas uznano, że możliwe jest zastosowanie polskiej zmodyfikowanej metody Frascha i pod nadzorem prof. Bogdana Żakiewicza przeprowadzono program badań mających na celu dokładne poznanie warunków geologiczno – górniczych złoża siarki, pod kątem możliwości zastosowania tej metody eksploatacji. Efektem było uruchomienie doświadczalnej otworowej kopalni siarki w Grzybowie w lipcu 1964. Pierwszy okres eksploatacji kopalni przebiegał pod znakiem eksperymentów z nową technologią. W tworzeniu podstaw tej nowej metody wydobycia, brali udział naukowcy z różnych instytucji, jak: Państwowy Instytut Geologiczny w Warszawie, Akademia Górniczo-Hutnicza w Krakowie oraz Instytut Techniki Cieplnej Politechniki Warszawskiej. W dniu 27 maja 1966 przeprowadzono rozruch urządzeń kopalni, a 1 czerwca 1966 wydobyto pierwszą tonę siarki. Kopalnia jako pierwsza w Europie wydobywała siarkę metodą podziemnego wytopu, tzw. metodą otworową. Do końca 1966 wydobyto 15 350 ton siarki. 1 stycznia 1967 powołano samodzielne przedsiębiorstwo pod nazwą Doświadczalna Kopalnia Siarki Grzybów. Zgodnie z uchwałą Komitetu Ekonomicznego Rady Ministrów nr 157/67 postanowiono rozbudować kopalnię do zdolności produkcyjnej 800 tys. ton siarki rocznie. Cel ten osiągnięto w lipcu 1969.
W maju 1996, zdecydowano o zakończeniu działalności kopalni Grzybów, z której wciągu 30 lat wydobyto 26,376 mln ton siarki. Obszary pokopalniane, poddano rekultywacji, łącznie objęto obszar o powierzchni ok. 548,84 ha i dodatkowo 10,06 ha wokół składowiska siarki i składowiska odpadów górniczych w Jarosławicach. 502,30 ha zostało ponownie zalesione, a 56,60 ha wykorzystane pod  rolnictwo.

## Kopalnia siarki Jeziórko
W 1967 w położonej niedaleko Tarnobrzega wsi Jeziórko (dziś są to tereny gminy Grębów), rozpoczęto budowę drugiej otworowej kopalni siarki Jeziórko. Kopalnia rozpoczęła działalność w 1967. Pierwsze trzy otwory eksploatacyjne odwiercono do końca czerwca 1967 a pierwszą siarkę wydobyto 16 lipca 1967. Wodę technologiczną pozyskiwano, z wybudowanych lokalnych kotłowni gazowych, oraz elektrociepłowni w Machowie, a od 1978 również rurociągiem z Elektrociepłowni Stalowa Wola. W latach 80 XX w. specjalnie dla potrzeb kopalni, zbudowano kotłownię w Olendrach. W ciągu pierwszych 5 lat działalności kopalnia osiągnęła zdolność produkcyjną na poziomie 1,5 mln ton siarki na rok.
Po zakończeniu w 2001 wydobycia siarki, rozpoczęto prace likwidacyjne infrastruktury technicznej i rekultywację terenów górniczych. Zastosowanie wapna poflotacyjnego, stanowiącego odpad z przeróbki rudy siarkowej w odkrywkowej kopalni siarki w Machowie, pozwoliło na skuteczną rekultywację terenów. Rekultywacji w kierunku wodno-rolno-leśnym, poddano teren o powierzchni ok. 2098 ha. Powstały zbiorniki wodne, rowy odwadniające i kanały odprowadzające wodę do rzeki Żupawki zajmujące powierzchnię ok. 250 ha, a 1850 ha stanowią obecnie tereny leśno-łąkowe.
W trakcie 34-letniego funkcjonowania kopalni siarki Jeziórko wykonano 6048 szt. otworów eksploatacyjnych na powierzchni 21,4 km2 objętej przemysłowym wykorzystaniem i wydobyto ponad 74 mln ton siarki. Była to największa, otworowa kopalnia siarki na świecie. Konsekwencją działalności kopalni były także nieodwracalne zmiany kulturowe: przestała istnieć mająca średniowieczne korzenie, wieś Jeziórko.

### Stan obecny
Kopalnia Dolomity z Sandomierza, zamierza ponownie wydobywać siarkę z pozostałego złoża na terenie byłej kopalni, której potrzebuje do produkcji nawozów sztucznych. Firmie udało się przekonać do reaktywacji kopalni samorząd gminy Grębów i otrzymała od Ministra Ochrony Środowiska koncesję na wydobycie.

## Kopalnia siarki Osiek
W październiku 1984 rząd podjął decyzję o budowie kopalni siarki w Osieku. Początkowo zdolność produkcyjna kopalni wynosiła ok. 330 tys. ton siarki rocznie, a w drugim etapie miała osiągnąć wydobycie na poziomie 1,3 mln ton siarki na rok. Kopalnia nadal prowadzi eksploatację złóż siarki. Jest to obecne jedna z dwóch kopalni na świecie, w których wydobycie siarki jest prowadzone zmodyfikowaną metodą Frascha. Do końca 2022 w kopalni wydobyto łącznie 17,792 mln ton siarki. Obecnie rocznie jest wydobywanych ok. 0,45 mln ton siarki (2022 ). Oprócz siarki płynnej i granulowanej kopalnia produkuje nawozy sztuczne na bazie siarki. Grupa Azoty Kopalnie i Zakłady Chemiczne Siarki „Siarkopol” obecny właściciel kopalni, uzyskała pozytywną decyzję Ministra Środowiska umożliwiającą przedłużenie wydobycia siarki w kopalni do 2040. Udzielona koncesja dotyczy wydobywania siarki  na obszarze o powierzchni ok. 13,53 km2. Zasoby na wyznaczonym obszarze górniczym określono na 9,99 mln ton.

## Kopalnia Basznia
Kopalnia siarki Basznia, w Baszni koło Lubaczowa rozpoczęła działalność w październiku 1977 jako kopalnia doświadczalna. Głównym celem było przetestowanie otworowego wydobywania siarki ze złóż, cechujących się małą wodochłonnością. Kontrolę nad eksploatacją prowadził Ośrodek Badawczo-Rozwojowy Przemysłu Siarkowego Siarkopol w Tarnobrzegu. Wykorzystano wcześniejsze doświadczenia z podziemnym wytopem, m.in. z zamkniętym obiegiem wody technologicznej, zastosowane w kopalni siarki Grzybów i Jeziórko. Od 1981 kopalnia rozpoczęła pełną eksploatację złoża, którego zasoby szacowano na ok. 109,6 mln ton. W 1990 kopalnia została przejęta przez spółkę Sulphurquest of Poland Ltd. Spółka ta kierowała kopalnią do lipca 1993 gdy nie uzyskała przedłużenia koncesji na kontynuację wydobycia siarki. W lipcu 2000 kopalnia została przekazana kopalni siarki Machów, która została zobowiązana do likwidacji zakładu i rekultywacji obszaru przemysłowego. W 2011 nieruchomości byłej kopalni zostały kupione przez firmę Polska Siarka Sp. z o.o. w organizacji z siedzibą w Sandomierzu. W roku 2019 nowy inwestor należący do kapitałowej Grupy PBI Sandomierz, wznowił wydobycie siarki na tym terenie, otwierając nowoczesny zakład górniczy Basznia II. Kopalnia jest jedną z dwóch czynnych kopalni na świecie, w której stosowana jest metoda podziemnego wytopu siarki. Od czasu wznowienia działalności do końca 2022 w kopalni wydobyto 53,1 tys. ton siarki. Planowana jest rozbudowa kopalni.

## Kopalnia siarki  Machów II
Kopalnia siarki Machów II była kopalnią doświadczalną, rozpoczęła działalność w sierpniu 1985. Głównym celem tego projektu było przetestowanie otworowej metody eksploatacji złoża, znajdującego się w bliskim sąsiedztwie czynnej kopalni odkrywkowej Machów. Eksploatację kopalni zakończono w październiku 1993 ze względów ekonomicznych. Łączne wydobycie siarki wyniosło 784,9 tys. ton. Obszar kopalni Machów II zrekultywowano, tworząc tereny zielone wokół zbiornika wodnego o powierzchni ok. 455 ha i głębokości do 42 m, o nazwie Jezioro Tarnobrzeskie, utworzonego w zlikwidowanym wyrobisku odkrywkowej kopalni siarki Machów.

## Na świecie
Aktualnie na świecie działają tylko dwie tego typu kopalnie siarki. Oprócz kopalni Osiek jest także kopalnia Basznia II zlokalizowana na terenie wsi Basznia Dolna.